# Klosneuvirinae
Klosneuvirus — підродина дволанцюгових ДНК-вмісних вірусів родини Mimiviridae.

## Систематика
Підродина офіційно підтверджена в квітні 2023 року Міжнародним комітетом з таксономії вірусів (ICTV) з трьома родами Theiavirus, Fadolivirus і Yasminevirus (із ізолятів з використанням культур клітин-господарів). Разом із пропонованим родом Klosneuvirus три інші роди-кандидати були виявлені в австрійському місті Клостернойбург за допомогою метагеноміки: Indivirus, Catovirus і Hokovirus. Іншими пропонованими родами є Barrevirus, Dasosvirus, Edafosvirus, Gaeavirus, Harvfovirus, Homavirus, Hyperionvirus і Terrestrivirus. Усі вони станом на квітень 2019 року відомі лише з метагеномних аналізів.
Крім того, є два контиги, LCMiAC01 і LCMiAC02, з метагеномного аналізу зразків із чорного курця Замок Локі.